# 万安县站
万安县站位于江西省吉安市万安县枧头镇建村村委会上占、岭下移村小组地界，是昌赣客运专线的一个车站，由中国铁路南昌局集团赣州车务段管辖，2019年12月26日随京港高速线昌赣段开通运营，万安县不通铁路的历史也由此结束。

## 车站布局
本站以“五云呈祥，万民以安”为设计主题，车场规模为2台4线，设有基本站台和中间站台各1座。